# Pablo Silenciario
Paulo el Silenciario (Paulus Silentiarius, en latín; Παῦλος ὁ Σιλεντιάριος, en griego; c. 500 - Constantinopla, c. 575) fue un poeta bizantino del siglo VI, contemporáneo a Justiniano. Autor de 83 epigramas, recopilados en la Antología Palatina, pero mayormente conocido por sus poemas Descripción de Santa Sofía ('Έκφρασις τοῦ ναοῦ τῆς Ἁγίας Σοφίας) y Descripción del púlpito (ʼΈκφρασις τοῦ Ἀμβώνος), en los que combina el yambo y el hexámetro.

## Biografía
Hijo de Ciro, procedía de una noble familia griega. Paulo el Silenciario floreció en tiempos del emperador Justiniano, en cuya corte ejercía como silenciario o maestro de ceremonias. Ha quedado poco rastro sobre su vida, a excepción de una mención por parte del historiador bizantino Agatías, amigo de Paulo y, según hipótesis modernas, también sus suegro.

## Obra
Sus poemas se mantienen en la línea de la tradición literaria pagana. Sus poemas tienen los tintes eróticos clásicos en el epigrama alejandrino, a los que añade motivos familiares y críticas mordaces. Sus dos obras de mayor alcance están dedicados al templo de Santa Sofía en Estambul. Se trata de la Descripción del templo de Santa Sofía y de la Descripción del púlpito del mismo edificio. Ambos están compuestos en hexámetros, salvo el prólogo.
En sus poemas, Paulo el Silenciario muestra un gran conocimiento de varias técnicas artísticas, lo que ha llevado a algunos a suponer que pudo haber contribuido a la construcción del templo de Santa Sofía.